# Безодня (річка)
Безо́дня — річка у Жидачівському районі Львівської області, ліва притока Боберки (басейн Дністра).

## Опис
Довжина річки приблизно 8 км. Висота витоку над рівнем моря — 282 м, висота гирла — 261 м, падіння річки — 21 м, похил річки — 2,63 м/км. Формується з багатьох безіменних струмків.

## Розташування
Бере початок на північно-західній стороні від села Беньківці. Тече переваджно на північний захід через село Дуліби. На південно-східній сторонів від села Лучани впадає у річку Боберку, праву притоку Луг. 
Річку перетинає автомобільна дорога Т 1420